# لي سانغ هن
لي سانغ هن هو لاعب كرة سلة كوري جنوبي. مثّل منتخب بلاده. شارك في دورة الألعاب الأولمبية الصيفية سنة 1948.

## روابط خارجية
- لي سانغ هن على موقع الاتحاد الدولي لكرة السلة (الإنجليزية)
- لي سانغ هن على موقع سبورتس رفرنس (الإنجليزية)
- لي سانغ هن على موقع أوليمبيديا (الإنجليزية)